# Cantonul Messei
Cantonul Messei este un canton din arondismentul Argentan, departamentul Orne, regiunea Basse-Normandie, Franța.

## Comune
| Comune                 | Populație (1999) | Cod poștal | Cod INSEE |
| ---------------------- | ---------------- | ---------- | --------- |
| Banvou                 | ...              | 61450      | 61024     |
| Bellou-en-Houlme       | ...              | 61220      | 61040     |
| Le Châtellier          | ...              | 61450      | 61102     |
| La Coulonche           | ...              | 61220      | 61124     |
| Dompierre              | ...              | 61700      | 61146     |
| Échalou                | ...              | 61440      | 61149     |
| La Ferrière-aux-Étangs | ...              | 61450      | 61163     |
| Messei                 | ...              | 61440      | 61278     |
| Saint-André-de-Messei  | ...              | 61440      | 61362     |
| Saires-la-Verrerie     | ...              | 61220      | 61459     |